# Фредегар
Фредегар (латински: Fredegarius Scholasticus, ? – около 660) – полулегендарен франкски летописец от средата на 7 век. Неговото известно произведение – така наречената „Хроника на Фредегар“ – е историческа хроника, описваща събитията от сътворението на света до времето, на което е съвременник авторът. Впоследствие е продължена от други автори.
Фредегар-хрониката е заедно с другата, независимо от Фредегар написаната през ранния 6 век Liber Historiae Francorum главен извор за историята на Франкското царство през 7 век. Тя разказва за връзките му с държавите от Средна – и Източна Европа и е писмен извор за съществуването на ранното Славянско царство на Само.
Освен това, Хрониката на Фредегар е единственият източник за средновековния български благородник Алцек) и за драматичните събития, свързани с историята на предвожданата от него българска орда.
В своя труд самият Фредегар продължава „История на франките“ на Григорий Турски.